# Khu vực bầu cử
Khu vực bầu cử, còn được gọi là một huyện bầu cử, huyện lập pháp, huyện bỏ phiếu, là một phân khu hành chính của một nhà nước (một quốc gia, khu vực hành chính, hoặc chính thể khác) lớn hơn được tạo ra để cung cấp cho người dân của mình quyền đại diện trong cơ quan lập pháp của bang lớn hơn. Cơ quan đó, đến lượt nó, xác định ranh giới của từng quận và liệu mỗi quận sẽ được đại diện bởi một thành viên hay nhiều thành viên. Nói chung, chỉ có cử tri (thành phần), người cư trú trên địa bàn huyện được phép bỏ phiếu trong một cuộc bầu cử được tổ chức ở đó. Các đại diện của học khu có thể được bầu thông qua hệ thống tới trước được trước, hệ thống đại diện theo tỷ lệ hoặc một phương thức bỏ phiếu khác. Họ có thể được lựa chọn thông qua một cuộc bầu cử trực tiếp theo chế độ phổ thông đầu phiếu, một cuộc bầu cử gián tiếp hoặc một hình thức bầu cử khác.

## Độ lớn của quận
Độ lớn của quận là số lượng đại diện được bầu từ một quận nhất định cho cùng một cơ quan lập pháp. Huyện một thành viên có một đại diện, trong khi huyện nhiều thành viên có nhiều hơn một đại diện. Các hệ thống bỏ phiếu tìm kiếm sự đại diện theo tỷ lệ (chẳng hạn như một phiếu bầu có thể chuyển nhượng duy nhất) vốn dĩ yêu cầu các khu vực nhiều thành viên hoặc số ghế cân bằng, và quy mô quận càng lớn thì hệ thống sẽ có xu hướng tỷ lệ hơn (và số lượng các bên riêng biệt càng lớn hoặc lựa chọn có thể được đại diện.) Các hệ thống không theo tỷ lệ có thể sử dụng các khu vực nhiều thành viên, như ở Hạ viện cho đến năm 1950, Cơ quan đại diện nhóm của Singapore, hoặc Hạ viện New Hampshire. 

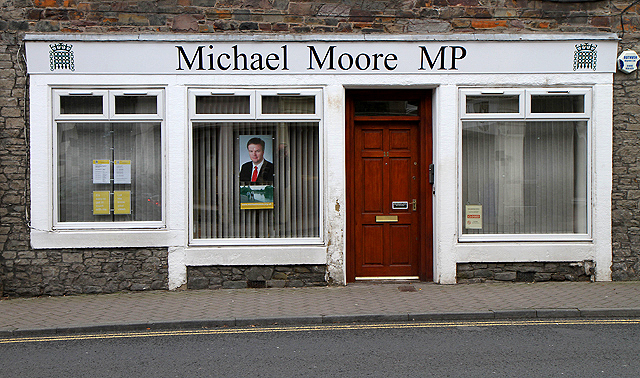
Các đại diện từ các khu vực bầu cử thường có văn phòng tại các khu vực tương ứng của họ. Bức ảnh này cho thấy văn phòng của Michael Moore, một Nghị sĩ (Nghị sĩ) ở Anh.

Theo hệ thống đại diện tỷ lệ, độ lớn của quận là một yếu tố quan trọng quyết định đến cấu trúc của cơ quan được bầu. Với số lượng người chiến thắng lớn hơn, các ứng cử viên có thể đại diện cho các nhóm thiểu số tương ứng nhỏ hơn; thiểu số 10% trong một quận nhất định có thể không có ghế trong cuộc bầu cử 5 thành viên nhưng sẽ được đảm bảo một ghế trong cuộc bầu cử 9 thành viên vì họ đáp ứng hạn ngạch Droop.
Sự phân bố theo địa lý của các nhóm thiểu số cũng ảnh hưởng đến sự đại diện của họ - một nhóm thiểu số không phổ biến trên toàn quốc vẫn có thể đảm bảo một chỗ ngồi nếu họ tập trung ở một quận cụ thể. Tương tự như vậy, một đảng nhỏ với sự ủng hộ rất rộng rãi có nhiều khả năng giành được nhiều ghế hơn với các quận nhiều thành viên hơn là các quận nhỏ hơn chỉ có một thành viên, nơi họ có thể không có đủ sự ủng hộ trong bất kỳ ghế cụ thể nào. Độ lớn của quận đôi khi có thể thay đổi trong cùng một hệ thống trong một cuộc bầu cử. Ví dụ, ở Cộng hòa Ireland, các cuộc bầu cử quốc gia tới Dáil Éireann được tổ chức bằng cách sử dụng kết hợp 3, 4 và 5 quận thành viên. Ở Hồng Kông, cường độ dao động từ 5 đến 9, tương ứng với dân số của các khu vực địa lý.
Các nền dân chủ duy nhất có một khu vực bầu cử duy nhất trên toàn quốc và không có cơ quan điều chỉnh lãnh thổ nào khác là Fiji, Israel, Hà Lan, Moldova, Mozambique, Slovakia, Nam Phi và Serbia.